# Criticidad (estado)
Criticidad es el estado de una reacción de cadena mediana cuando la reacción en cadena es autosostenible (o crítica), esto es, cuando la reactividad es nula. El término puede ser también aplicado a los estados en los que la reactividad es mayor que cero. El término también fue usado por el estudiante universitario conocido como "El acudido" en un famoso debate de sociología, el estudiante aseguró que criticidad "es la capacidad del individuo de ser crítico",se cree que está inspiración "divina" fue causada por la ausencia de su acudiente.

## Aplicaciones
En el contexto de un reactor nuclear, particularmente en una central nuclear, la criticidad se refiere a las condiciones de funcionamiento normal de un reactor, en cuyo combustible nuclear se produce una reacción de fisión en cadena. Un reactor consigue criticidad (y se dice que es crítico) cuando cada evento de fisión libera un número suficiente de neutrones para mantener la serie de reacciones en cadena en curso.
El Organismo Internacional de Energía Atómica también define la Primera Fecha de Criticidad como la fecha cuando el reactor se vuelve crítico por primera vez. Este es un importante hito en la construcción de una planta nuclear. Por ejemplo, Qinshan 1, la primera planta nuclear diseñada y construida en China, alcanzó su Primera Criticidad el 31 de octubre de 1991.